# 7. rozdanie nagród Złotych Malin
Złote Maliny przyznane za rok 1986
Nagroda Specjalna: „Bruce” za udział w serii Szczęki.
| Kategoria                      | Dla                                                    | Za                                                    |
| ------------------------------ | ------------------------------------------------------ | ----------------------------------------------------- |
| Najgorszy film                 | Gloria Katz                                            | Kaczor Howard                                         |
| Najgorszy film                 | Robert Cavallo, Joseph Ruffalo, Steven Fargnoli        | Zakazana miłość                                       |
| Najgorszy film                 | William Hayward, Walter Hill                           | Smutne miasto                                         |
| Najgorszy film                 | Menahem Golan, Joram Globus                            | Cobra                                                 |
| Najgorszy film                 | John Kohn                                              | Niespodzianka z Szanghaju                             |
| Najgorszy aktor                | Prince                                                 | Zakazana miłość                                       |
| Najgorszy aktor                | Judd Nelson                                            | Smutne miasto                                         |
| Najgorszy aktor                | Sylvester Stallone                                     | Cobra                                                 |
| Najgorszy aktor                | Emilio Estevez                                         | Maksymalne przyśpieszenie                             |
| Najgorszy aktor                | Sean Penn                                              | Niespodzianka z Szanghaju                             |
| Najgorsza aktorka              | Madonna                                                | Niespodzianka z Szanghaju                             |
| Najgorsza aktorka              | Ally Sheedy                                            | Smutne miasto                                         |
| Najgorsza aktorka              | Brigitte Nielsen                                       | Cobra                                                 |
| Najgorsza aktorka              | Kim Basinger                                           | 9½ tygodnia                                           |
| Najgorsza aktorka              | Joan Chen                                              | Tai-Pan                                               |
| Najgorszy aktor drugoplanowy   | Jerome Benton                                          | Zakazana miłość                                       |
| Najgorszy aktor drugoplanowy   | Scott Wilson                                           | Smutne miasto                                         |
| Najgorszy aktor drugoplanowy   | Peter O’Toole                                          | Klub „Raj”                                            |
| Najgorszy aktor drugoplanowy   | Brian Thompson                                         | Cobra                                                 |
| Najgorszy aktor drugoplanowy   | Tim Robbins                                            | Kaczor Howard                                         |
| Najgorsza aktorka drugoplanowa | Dom DeLuise                                            | Miłość wilkołaka                                      |
| Najgorsza aktorka drugoplanowa | Louise Fletcher                                        | Najeźdźcy z Marsa                                     |
| Najgorsza aktorka drugoplanowa | Zelda Rubinstein                                       | Duch II: Druga strona                                 |
| Najgorsza aktorka drugoplanowa | Beatrice Straight                                      | Żądza władzy                                          |
| Najgorsza aktorka drugoplanowa | Kristin Scott Thomas                                   | Zakazana miłość                                       |
| Najgorsza reżyseria            | Prince                                                 | Zakazana miłość                                       |
| Najgorsza reżyseria            | Michelle Manning                                       | Smutne miasto                                         |
| Najgorsza reżyseria            | Willard Huyck                                          | Kaczor Howard                                         |
| Najgorsza reżyseria            | Stephen King                                           | Maksymalne przyśpieszenie                             |
| Najgorsza reżyseria            | Jim Goddard                                            | Niespodzianka z Szanghaju                             |
| Najgorszy scenariusz           | Willard Huyck, Gloria Katz                             | Kaczor Howard                                         |
| Najgorszy scenariusz           | Sylvester Stallone                                     | Cobra                                                 |
| Najgorszy scenariusz           | Patricia Louisianna Knop, Zalman King, Sarah Kernochan | 9½ tygodnia                                           |
| Najgorszy scenariusz           | John Kohn, Robert Bentley                              | Niespodzianka z Szanghaju                             |
| Najgorszy scenariusz           | Becky Johnston                                         | Zakazana miłość                                       |
| Najgorszy debiut aktorski      | sześciu facetów i kobitek w kaczym stroju              | Kaczor Howard                                         |
| Najgorszy debiut aktorski      | Mitch Gaylord                                          | Amerykański hymn                                      |
| Najgorszy debiut aktorski      | Brian Thompson                                         | Cobra                                                 |
| Najgorszy debiut aktorski      | Joan Chen                                              | Tai-Pan                                               |
| Najgorszy debiut aktorski      | Kristin Scott Thomas                                   | Zakazana miłość                                       |
| Najgorsza piosenka             | Prince                                                 | „Love or Money” z filmu Zakazana miłość               |
| Najgorsza piosenka             | Thomas Dolby, Allee Willis, George S. Clinton          | „Howard The Duck” z filmu Kaczor Howard               |
| Najgorsza piosenka             | Jonathan Elias, John Taylor, Michael Des Barres        | „I Do What I Do” z filmu 9½ tygodnia                  |
| Najgorsza piosenka             | George Harrison                                        | „Shanghai Surprise” z filmu Niespodzianka z Szanghaju |
| Najgorsza piosenka             | Henry Mancini, Leslie Bricusse                         | „Life in a Looking Glass” z filmu Takie jest życie    |
| Najgorsze efekty specjalne     | Industrial Light and Magic                             | Kaczor Howard                                         |
| Najgorsze efekty specjalne     | John Dykstra, Stan Winston                             | Najeźdźcy z Marsa                                     |
| Najgorsze efekty specjalne     | Carlo Rambaldi                                         | King Kong żyje                                        |